# NGC 2551
NGC 2551 је спирална галаксија у сазвежђу Жирафа која се налази на NGC листи објеката дубоког неба.
Деклинација објекта је + 73° 24' 45" а ректасцензија 8h 24m 50,2s. Привидна величина (магнитуда) објекта NGC 2551 износи 12,2 а фотографска магнитуда 13,1. Налази се на удаљености од 34,1000 милиона парсека од Сунца. NGC 2551 је још познат и под ознакама UGC 4362, MCG 12-8-38, CGCG 331-40, ARAK 162, PGC 23608.